# 小笠原道大
小笠原 道大（おがさわら みちひろ、1973年10月25日 - ）は、千葉県千葉市美浜区出身の元プロ野球選手（内野手、捕手）。右投左打。愛称は「ガッツ」（後述）、「北の侍（サムライ）」、「ミスターフルスイング」。
NPBの現役選手時代は1997年から2006年まで北海道日本ハムファイターズ（2003年までは「日本ハムファイターズ」）で、2007年から2013年までは読売ジャイアンツ（巨人）で、2014年から2015年までは中日ドラゴンズでプレーした。日本ハム時代にはパシフィック・リーグの首位打者2回、本塁打王1回、打点王1回などのタイトルを獲得、また日本ハム時代の2006年にはパ・リーグのMVPを、巨人時代の2007年にはセントラル・リーグのMVPをそれぞれ受賞している。2004年アテネオリンピック野球の銅メダリスト。

## 経歴

### プロ入り前
千葉市立緑町小学校・千葉市立磯辺第一中学校を卒業した。7歳から野球を始め、千葉西リトルリーグでプレーする。
1989年に暁星国際高等学校に進学したが、入学時は全く無名の選手で、当時の同校野球部監督だった五島卓道曰く「千葉西リトルの（中学）2年生で欲しい選手がいて、その選手を獲る代わりに頼まれたのが、どこからも声のかからない小笠原だった」という。それまでは遊撃手・三塁手・外野手の複数のポジションをこなしていたが、高校進学後に二塁手にコンバートされ、2年生に進級した翌1990年にはチーム事情から捕手を兼ねる（ただし、本人は「捕手は一番嫌なポジション」だったという）。同年には同期のエース・北川哲也を擁し、二塁手、五番打者として夏の千葉大会決勝に進むが、成田高校に敗れ甲子園出場を逸する。3年生だった1991年夏の千葉大会では主将を務めたが、2回戦で銚子商業高校に6対0で敗退した。高校通算本塁打は0本で、県内でも注目された選手ではなかった。
コツコツと努力を続ける愚直な小笠原の姿を見た五島が「高校通算30本塁打を打った選手」という嘘の推薦をしたことにより、卒業後は社会人野球のNTT関東に入社、1992年から1996年まで同チームでプレーする。出生から社会人時代までを千葉県で過ごした。ポジションは「仮に選手としてダメでもカベ（ブルペン捕手）で残れるから」という理由で捕手を続ける。この間、1994年・1995年と2年続けてNPBドラフト会議の指名候補に挙がるが、指名は受けられなかった。NTT関東では沖原佳典とともに中心打者として活躍し、後に日本ハムでも同僚となる立石尚行とバッテリーを組む。1996年の第67回都市対抗野球に、沖原、立石とともに新日鐵君津の補強選手として出場。JR東海との1回戦では二番打者として起用され、3本の二塁打を放つなど活躍、立石、森慎二らの完封リレーで勝ち上がる。ヤマハとの2回戦でも勝ち越しの本塁打を放ち、準々決勝に進むが朝日生命に敗退した。この時のチームメイトに四番打者の松中信彦がいる。
1996年11月21日に開催されたNPBドラフト会議で日本ハムファイターズから3位指名を受け、契約金7000万円、年俸1200万円の契約条件で入団に合意した。背番号は2で、ドラフト指名を受けた当時は「プロで自分の力を試してみたい。広角打法のバッティングをアピールしたい」と語っていた。

### 日本ハム時代
1997年は開幕一軍入りを果たし、内野手登録だったものの23試合で捕手として先発出場している。このころ、チームの先輩選手だった落合博満から「オマエは将来、球界を背負って立つ打者になれる」と声をかけられていた。また、小笠原も落合を尊敬する打者として慕っていたという。
1998年に、それまでの内野手登録から捕手登録に変更される。主に代打での出場だったが、打率.302と好成績を残す。5月22日に捕飛を取ろうとして左手人差し指を骨折し、登録抹消されたが、傷が完治する前の7月7日に一軍登録されると、その日の試合で代打本塁打を放つ（この時折れた指は当然バットを握れず、指を真っ直ぐに立てて固定した状態だった）。このことがきっかけで「ガッツ」の愛称が定着した（後述）。9月28日には代打出場した後に右翼手の守備に就いている(一軍で外野守備に就いたのはこの一度のみ)。
1999年は打撃を活かすため一塁手に転向。西浦克拓とのポジション争いの結果、一塁手の座を勝ち取る。足の速さを買われて二番打者を務め、一切バントをしないことから「バントをしない2番打者」として開幕からレギュラーに定着しブレイク。西武ライオンズのルーキー・松坂大輔のプロ初登板初先発の試合では8回に松坂のプロ初失点初被弾となる2点本塁打を放った。打率.285（リーグ7位）、25本塁打（リーグ5位）、83打点（リーグ6位）などリーグ内でも上位の成績を残す。
2000年に打率.329（リーグ3位）、31本塁打（リーグ4位）、102打点（リーグ4位）、リーグ新記録（当時）の126得点、球団新182安打（当時）を記録して最多安打のタイトルを獲得。またリーグ3位の24盗塁を記録、球団では張本勲以来の3割20本20盗塁を達成。同年は126得点で落合博満が持っていたパ・リーグ年間記録を更新（翌年にタフィ・ローズが更新）。
2001年はシーズン当初の打順は主に2番や3番であったが、後半戦から1番に定着。千葉ロッテマリーンズの福浦和也との首位打者争いには敗れたが、打率.339（リーグ2位）を記録。ただ本塁打数は32本と前年を上回ったものの同年から試合数が増加したことや飛ぶボールの影響かリーグ総本塁打数が1000本を超える打高年になったこともあり順位を落とし（リーグ8位）、打点も86打点と前年を下回った（リーグ13位）。しかしながら前年に続きパ・リーグ最多安打を記録（195安打）。195安打はシーズン安打数両リーグで歴代2位の数字（当時）であり、イチロー以来、史上2人目となる複数年での180安打以上も記録した。同年オフには推定年俸1億1000万円で契約更改した。
2002年も、阪神タイガースへ移籍した片岡篤史が抜けた打線の柱として3番打者に定着。同年の新ストライクゾーン導入もあり（翌年以降は廃止された）リーグ平均打率が.255（00年代最低値）と他の打者が成績を落とす中でそれを物ともせずに打ちまくり、打率.340で前年逃した首位打者を獲得。打率傑出度（RBA）や攻撃力の傑出度を測るRCWIN等は同年の数値が自身最高記録である。本塁打は32、打点は81と数値自体は前年と同程度だったが、それぞれリーグ6位、リーグ8位と順位を上げた。しかし、前年まで3年連続で記録したフル出場が故障のため途絶えた。同年オフには推定年俸3億円で契約更改した。
2003年にはチーム事情から三塁手に転向。シーズン通して首位打者争いを繰り広げ、シーズン序盤は西武の和田一浩と争い、阪神から日本ハムに移籍してきた坪井智哉やオリックス・ブルーウェーブの谷佳知とシーズン終盤まで繰り広げた。坪井・谷らを退けて打率.360という高打率で2年連続で首位打者を獲得すると同時に最高出塁率（パ・リーグ歴代3位、平成時代のプロ野球記録）のタイトルも獲得。また、31本塁打（リーグ7位）、100打点（リーグ7位）を記録し2000年から4年連続で3割・30本塁打を達成。
本拠地がそれまでの東京ドームから札幌ドームへ移転し、球団名も「北海道日本ハムファイターズ」に改称された2004年は、右第12浮肋骨骨折で約2週間にわたって出場選手登録を抹消され、またアテネ五輪出場による離脱の影響もあり、本塁打・打点は規定打席到達年で過去最低を記録。それでも、打率は.345（リーグ2位）であり、5年連続で打率3割を記録した。7月24日に社会人野球出身のプロ選手では史上最速で通算1000安打を達成。また、打率.345を記録したことで4年連続で打率.330以上を記録している。なお、同年からは千葉県の自宅に家族を残して札幌に単身赴任していた。
2005年には、自己最多の37本塁打を記録するも、6年ぶりに打率3割を切った。三振も自己最多の114三振を記録。チームも5位に沈んだ。
2006年は主に一塁を守り、打率.313・32本塁打・100打点で本塁打・打点の二冠王ならびに自身初のパ・リーグMVPにも輝き、ファイターズの25年ぶりの優勝・44年ぶりの日本一に貢献した。同年の年俸は3億8000万円で、同年までに通算4000打数以上のNPB打者の中では史上2位となる打率.3197を記録していた。

### 巨人時代

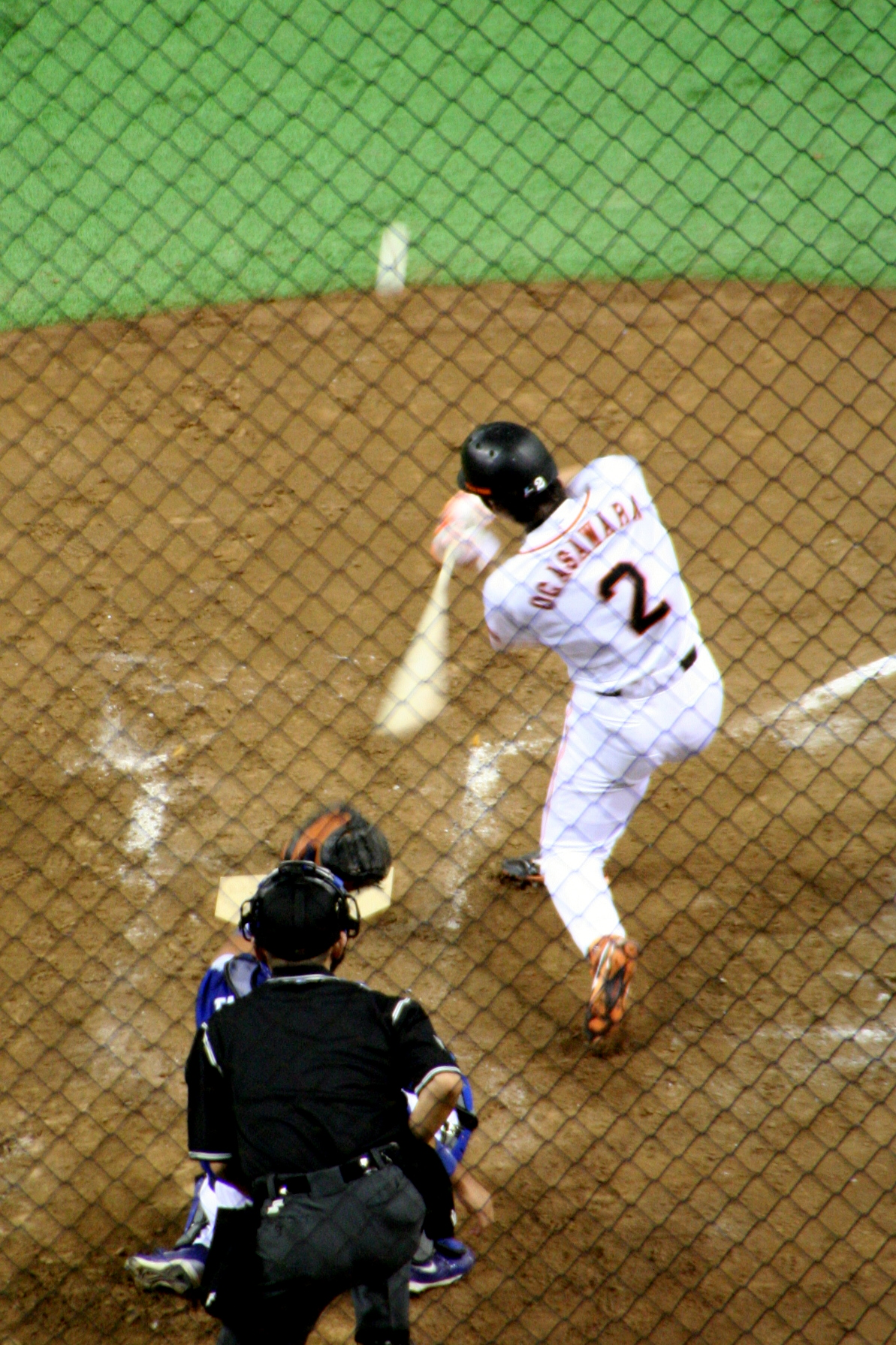
打席でスイングする小笠原（2007年）

2006年5月15日にフリーエージェント (FA) の権利を取得し、シーズン終了後の同年11月5日、FA権の行使を表明、同月8日にはNPBコミッショナー事務局からFA選手として公示された。日本ハムは3年15億円程度の条件を提示したと報じられたが、同年11月13日までに行われた3度の残留交渉でも合意には至らなかった。一方で読売ジャイアンツ（巨人）からも入団オファーを受け、翌14日に巨人と初の入団交渉を行った。当初は巨人だけでなく、現役時代から小笠原と接点があった落合が監督を務めていた中日ドラゴンズも獲得に動くことが有力と見られていたが、落合は同日、小笠原の獲得を見送ることを表明した。巨人は当時、小久保裕紀のFA移籍によって三塁手が空位になることから、小笠原を新たな三塁手として起用することを構想していた一方、中日も小笠原を獲得した場合は同年に三塁手としてプレーしていた森野将彦を外野手に転向させることを検討しており、球団オーナーの白井文吾からも獲得資金（推定総額約20億円）のバックアップを約束されていたが、小笠原が千葉県に家族を残して単身赴任していること、金銭条件、三塁手の定位置といった観点から獲得断念を決めたと報じられている。また当時、落合は中日の補強ポイントは外野手であると語っており、「小笠原が外野手なら（自ら）動いてでも獲りにいっただろうけど…」とコメントしていた。また地元・千葉県に本拠地を置く千葉ロッテマリーンズも左の強打者の補強が課題だったことから、球団代表の瀬戸山隆三が獲得に意欲を見せており、また地元政財界からも獲得を求める声が上がっていたが、当時の球団の経営事情から獲得を断念したという。
巨人と2度目の契約交渉を行った同年11月22日、巨人への移籍を正式に表明、残留要請をしていた日本ハムには断りの連絡を入れた。同年12月4日、総額16億円で2007年から2010年までの4年契約を結び、日本ハム時代のトレードマークだった髭を「男のけじめ」として自ら剃り落として入団会見を行った。なお、巨人球団会長の渡邉恒雄はそれまで選手が髭を生やすことに否定的な姿勢を見せていたが、小笠原の髭については「好きなようにしたらいいよ。時代が違う」と語っていた。本人は「野球以外のことでネタになりたくなかった。髭で野球をやるわけではない。プレーでちゃんとすればいいので交渉時から剃っていった。ドラゴンズに行ったときは『髭が見たい』というファンや周りの方の要望が多かったので生やした」と当時のことを回顧している。背番号は日本ハム在籍時と同じ2。
2007年、開幕戦に「三番・三塁」としてスタメン出場。4月3日の中日戦（東京ドーム）にて、山本昌から巨人移籍後初本塁打を打った。5月28日のオリックス・バファローズ戦（東京ドーム）では自身初の1試合3本塁打を記録。7月24日には移籍後初めて四番を任され、9月15日には史上4番目の速さで通算1500安打を達成。最終的には二年連続の3割30本を達成。前年に続いての2年連続MVPを獲得した。なおセ・パ両リーグでのMVP受賞は江夏豊以来2人目であり、野手としては史上初の受賞となった。加えて、リーグを跨いでの2年連続MVP獲得も史上初である。
2008年、前半戦は左膝の手術の影響もあり、打率は.250前後に低迷。これが原因で、1999年から9年連続で出場していたオールスターゲームへの出場を逃すとともに、2008年北京オリンピックの野球競技・日本代表メンバーにも選出されなかった。しかし、試合に出場し続けることで7月頃になると「（本人曰く）スイッチが入った」ように復活。シーズン終盤9月の月間MVPを受賞したり、7月8日にチームが阪神に最大13ゲーム差をつけられた翌日からの残り66試合で11本のオガラミ弾（自分自身とアレックス・ラミレスのアベック本塁打のことで2008年は王貞治・長嶋茂雄のアベック本塁打ON弾をも凌ぐ15本）を記録したりするなどして復調。チームも小笠原の復調そのままに最大13ゲーム離されていた阪神に追いつき、逆転優勝を達成。前年・前々年に匹敵する成績を残し、移籍後初の全試合出場も果たした。6月8日、プロ入り後初の犠打を記録。9月3日の対広島東洋カープ戦（大阪ドーム）で史上62人目（史上66度目、球団史上5人目）となるサイクル安打を達成。更に9月19日には史上35人目となる通算300号本塁打を打った（球団史上8人目）。10月23日のクライマックスシリーズ第2ステージの対中日ドラゴンズ戦で、朝倉健太から1回裏に2点本塁打、2回裏には満塁本塁打と2打席連続で本塁打を打ち、クライマックスシリーズ新記録となる1試合6打点を記録した。
2009年は不動の3番打者として安定した働きを見せ、チームのリーグ3連覇に貢献。オールスターゲームにも選出された。また、移籍後初の3割30本塁打100打点を記録した（打点はキャリアハイ）。東京ドームでの通算本塁打数が松井秀喜の146号を上回る147号本塁打を打ったことで、現役最多となった。8月27日の対中日戦で通算1000打点を、9月8日の対横浜ベイスターズ戦で通算1000得点を達成した。
2010年は4月7日の阪神戦で苦手としていた阪神甲子園球場で久保康友から初本塁打を打ち、ヒーローインタビューでは、一軍内野守備走塁コーチである木村拓也が亡くなった日であることも受けて「本当に一人一人思うところがあって、そのなかでゲームをしたと思います。そういう意味で全員で勝利を掴みとれました。木村コーチに勝たせてもらったと思います」と語った。打率.359、9本塁打、29打点の好成績で通算8度目となる3、4月の月間MVPを授賞。5月30日の対西武戦で、岸孝之から史上24人目の通算350本塁打を達成。6月4日の対日本ハム戦で金森敬之からバックスクリーンへ本塁打を打ち、史上18人目となる全球団から本塁打を達成した。最終的にこの年も3割30本を記録し、移籍後4年連続の3割30本と、王貞治の18年連続、落合博満の13年連続に次ぐ11年連続のOPS.900以上を達成。この年で4年契約が終わり、11月29日の契約更改で5000万円増となる推定年俸4億3000万円の2年契約を結んだ。
2011年は新外国人のラスティ・ライアルの加入・原監督の意向で三塁手に挑戦した亀井義行の起用・小笠原の負担軽減などを視野に入れ、一塁手に固定された。5月5日には、対阪神戦の8回裏に小林宏之から中前安打を記録し、通算2000安打を達成した。通算1736試合での2000安打達成は川上哲治、長嶋茂雄、張本勲に次ぐ歴代4番目の早さとなる。しかし5月14日に左脹脛負傷で登録抹消され、8月24日にも左手首はく離骨折で登録抹消されるなど故障や不調に苦しみ、83試合の出場にとどまり、打率.242、5本塁打、20打点で、13年ぶりに規定打席に到達できずシーズンを終えた。推定年俸4億3000万でサインした。
2012年は開幕スタメンで出場するも前年同様打撃不振に苦しみ、プロ入り最少の34試合の出場に留まり、打率.152、15年ぶりにシーズン無本塁打となった。2年契約が終わり、12月5日の契約更改では当時のNPB史上最大の減額となる3億6000万円減の推定年俸7000万円で更改した。これらの時期が、打者に不利と言われた飛ばない統一球の導入と重なったため、統一球が向かい風となって成績を落とした選手の一人としてよく挙げられる。
2013年春季キャンプ中の2月17日、フリー打撃で左手の人差し指を15針縫う怪我を負ったこともあり開幕を二軍で迎えたが、5月18日の対西武戦（西武ドーム）で4回に二死満塁の場面で代打で同年初出場し、三振に倒れる。6月5日の対日本ハム戦（東京ドーム）では延長11回裏無死二・三塁の場面で代打で出場し、増井浩俊から自身2年ぶりの本塁打となるサヨナラ3点本塁打を打つ。しかし同月29日に一軍登録抹消されると、怪我などもあって以降の一軍昇格はなく、この年は22試合出場で打率.250、本塁打1本に終わり、日本シリーズの出場資格枠40人にも入らなかった。シーズン終了後の11月10日にFA宣言する意思を表明。球団としては構想外ではあったが、功労者を戦力外として出て行かせてはならないと、残留を勧めた上で出場機会のある他球団への移籍も考えていた。9月より球団と話し合いを重ね、宣言の数日前に「新しいところで挑戦」とし決断した。

### 中日時代

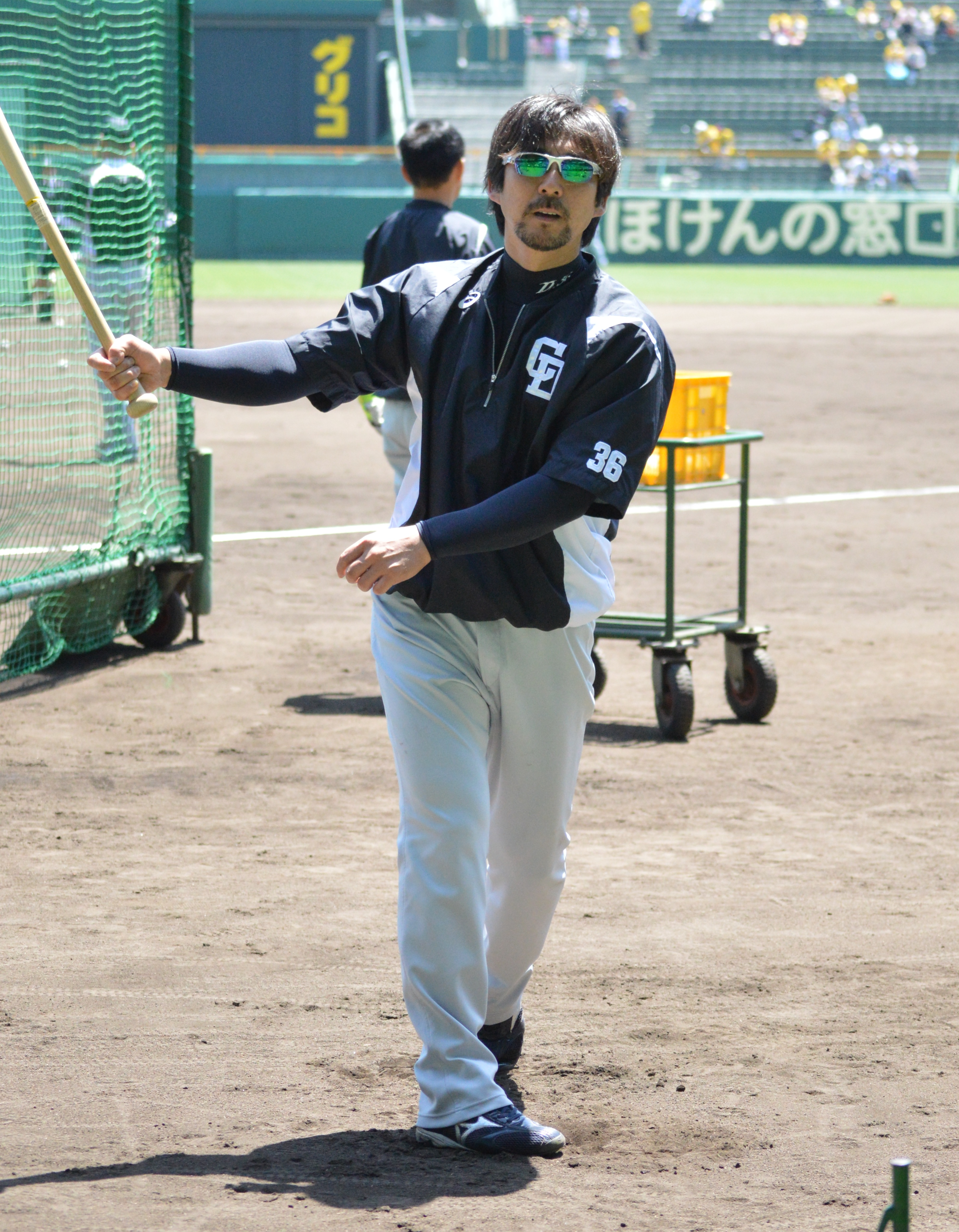
2015年5月5日

2013年11月26日に中日への入団が発表され、同日入団会見が行われた。背番号は落合博満GM(当時)の現役時代の背番号である「3」と「6」を合わせた「36」となった。
2014年は、代打の切り札として起用される場面が多かったが、開幕直後は森野将彦が休養日の際のスタメン、交流戦は指名打者での出場もあった。4月9日の対ヤクルト戦で押本健彦から移籍後初の2点本塁打を打ち、また代打6打数連続安打（歴代3位）・代打9打席連続出塁（歴代2位）を記録するなど、打席数は100打席に満たなかったものの打率.301を記録する活躍を見せた。また、巨人時代に剃っていた髭もトレードマークとして再び生やしている。
2015年7月に入って出場選手登録を抹消され同28日に再び一軍に昇格したが、わずか2試合で再び二軍へ降格した。一部スポーツ紙から翌年以降の去就が注目される報道がなされる中9月12日に一軍に復帰し、その日の対ヤクルト戦で小川泰弘より適時打を打った。
2015年9月15日、中日新聞の紙上において谷繁元信監督兼選手とともに同年限りで現役を引退することが報じられ、同17日に名古屋市内で記者会見を行い、正式に引退を表明。引退試合となった9月21日の古巣・巨人戦では5番一塁手としてスタメン出場し、4回の第2打席で遊撃への内野安打（通算2120本目の安打）を打って前田智徳を上回る歴代通算安打数単独26位となる。7回の第3打席ではスコット・マシソンの155km/hを強振し、左翼線に安打性のライナーを打ったが左翼を守っていた亀井に好捕され、これが最終打席になった。ベンチに戻る前に「現役引退」のアナウンスが流れると、三塁ベンチから出た巨人・高橋由伸（後に現役引退を表明、巨人監督に就任）から花束を贈呈され、握手を交わした。さらに2人の娘からも花束を受け取ると、マシソンら巨人の選手らも拍手で小笠原を見送った。10月3日には2016年シーズンからの二軍監督就任が決定し、10月5日のフェニックスリーグより指揮を執ることが発表された。背番号は82(この時点では背番号「36」を着用して指揮を執っていた)。ちなみにこの10月5日の時点では、一軍は対広島最終戦が7日に雨天順延となっていたため、全日程を完了していなかった（7日は同じく同年で引退の山本昌の引退登板であり、同年で引退する兼任監督の谷繁ももう一度だけ選手登録されたが出場はしなかった）。

### 引退後
2016年からは中日の二軍監督を務めた。同年ウエスタン・リーグ2位、翌2017年も2位だったが、2018年には最下位となり、2019年は4位で全日程を終え、9月28日に同シーズンを以て中日の二軍監督を退任することが発表された。

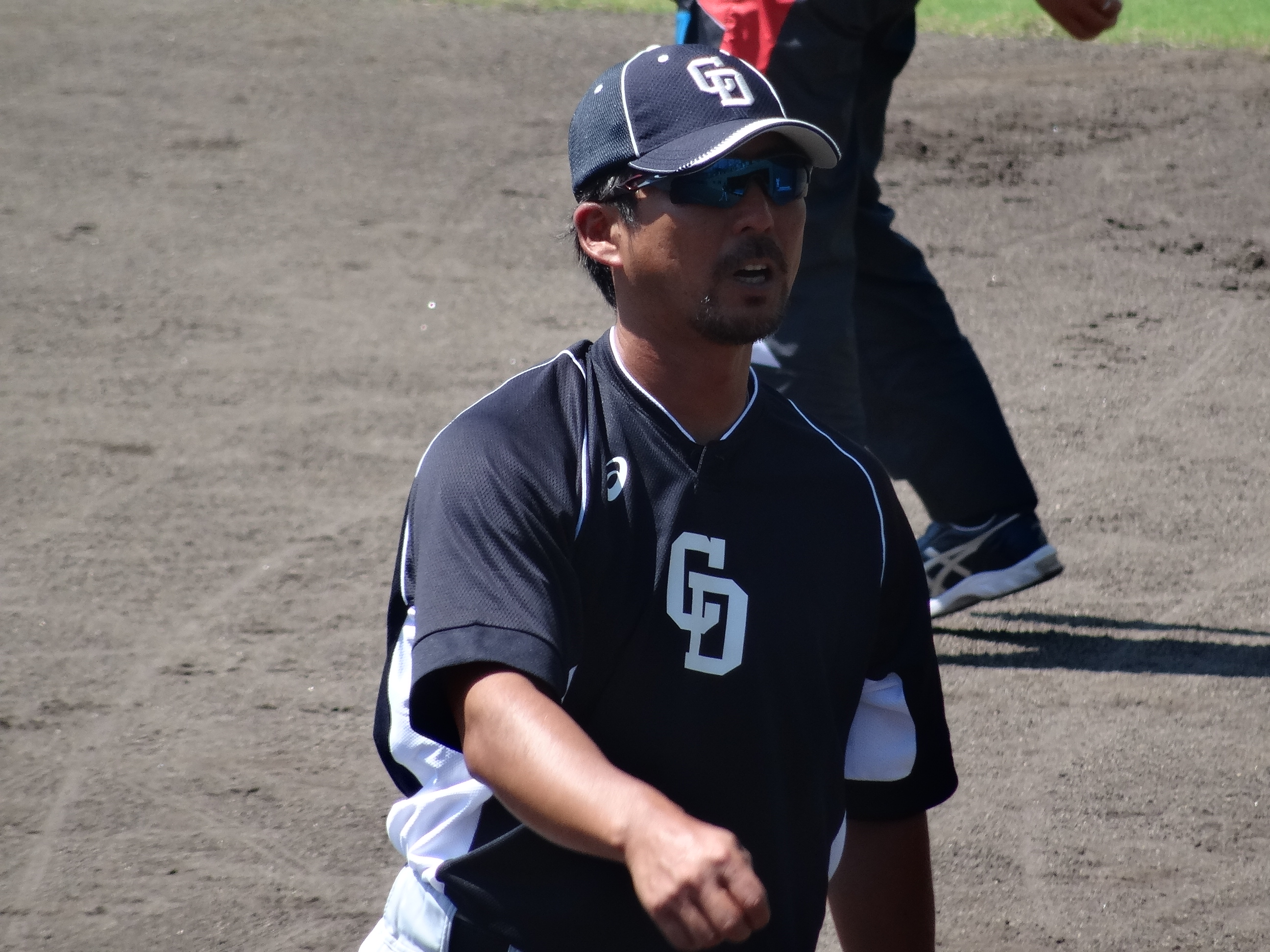
中日ドラゴンズ二軍監督時代
2016年8月12日、阪神鳴尾浜球場にて

2019年10月9日、一軍ヘッド兼打撃コーチとして14年ぶりに古巣の日本ハムへ復帰することが発表され、翌10日に会見が行われた。2021年10月28日、契約満了に伴い、レギュラーシーズン終了をもって退団することが発表された。
2021年11月13日、読売ジャイアンツの二軍打撃コーチに就任することが発表された。
2022年10月13日、2023年シーズンから三軍打撃コーチに配置転換されることが発表された。12月14日、翌年からの背番号が100になると発表された。2023年10月10日、退任したことが発表された。

## 代表経歴
2004年シーズン中にアテネオリンピック野球日本代表に選出され、9試合に出場し、打率.241、9打点を記録。銅メダルを獲得した。

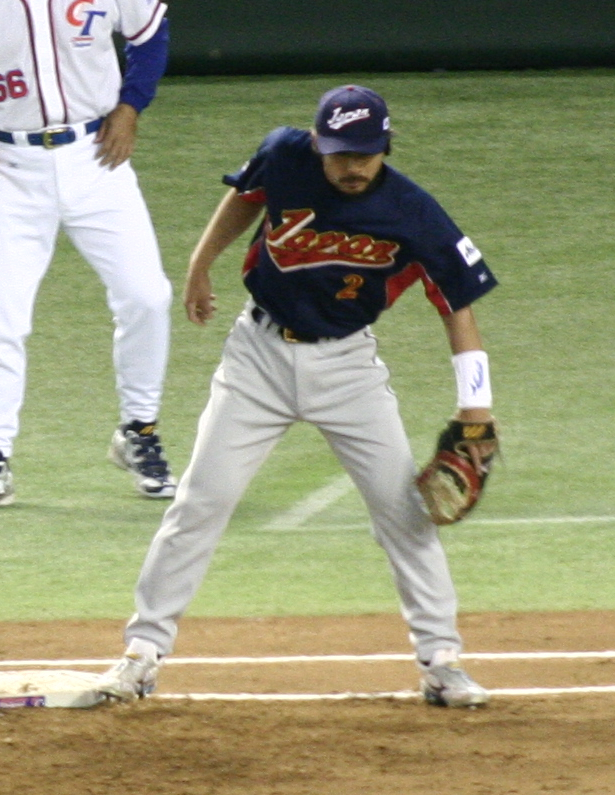
第1回WBCにおいて一塁守備に就く小笠原

2006年開幕前の3月に開催された第1回ワールド・ベースボール・クラシック(WBC)の日本代表に選出された。第1ラウンドで日本代表チーム初本塁打を打ち、決勝のキューバ戦では押し出し四球や犠牲フライで3打点を挙げ、日本の優勝に貢献した。
2009年開幕前の3月に開催された第2回WBCの日本代表に選出され、2大会連続2度目の選出を果たした。背番号は9（城島健司が「2」を付けたためで、2004年のアテネ五輪の時と背番号が入れ替わっている）。1次リーグでは不振だったが、2次リーグに入ると復調。適時打を打つなど主に5番打者として全試合に出場し、決勝でも先制打を打って日本の2大会連続2度目の優勝に貢献した。

## 選手としての特徴

### 打撃
2005年を除いて2000年から2010年まで打率.300以上を記録したアベレージヒッターでありながら、コンスタントに30本以上本塁打を打つ長打力も持ち合わせていた。現役晩年は統一球と怪我に加え、加齢による衰えの影響で成績が大きく落ち込んだが、通算打率は歴代9位(.310)、通算RCWIN・RC27傑出度（4000打席以上）は歴代10位にランクインするほどの強打者である。
3割30本を9回達成し、これは王貞治に次ぐ歴代2位の記録である。また11年連続OPS.900超えという記録は王貞治、落合博満に次ぐ歴代3位の記録であり、長年にわたって安定した成績を残し続けた。
打席においては日本ハム時代の打撃コーチだった加藤英司から影響を受けた大きな構え（神主打法）からフルスイングする。試合前などの打撃練習では左方向への打撃を繰り返すなどボールを手元に呼び込むことを意識しているため引っ張るだけの大味なスイングにならず、広角に長打を打つことができる。ただ、本人曰く神主打法においては日本ハム時代に同僚だった落合博満の影響は少ないという。例年.070以上のIsoD（出塁率－打率）を記録するなど選球眼にも優れている。巨人移籍以降2010年までの対右打率.320と右投手に強い他、同じく得点圏打率.334とチャンスにも強く、苦手なコースも少なかった。
日本ハム時代は当時監督だった上田利治の方針もあり、2番で起用された時期も含めて2008年6月8日の西武戦まで公式戦で犠牲バント成功が1度もなく、1997年から1999年の間で7度の指示があったが失敗している。2006年のWBCでは送りバントを試み、成功させた。

### 守備・走塁
プロ入り当初は捕手、内野手の両方をこなせることから「コンビニルーキー」などと称されていた。1998年の落合の引退後には、捕手から一塁手に転向している。
三塁守備では三塁線のベース際の打球などにもうまく対処し、ゴールデングラブ賞を1度受賞しているが、2010年はUZR-2と平均を下回り、2011年は前述の事情、2012年以降は正三塁手の村田修一の加入、中日移籍以降はエクトル・ルナや高橋周平らの存在もあり、主に一塁手として出場した。その一塁守備ではグラブ捌きが巧みで、ゴールデングラブ賞を1999年から2002年までの4年連続を含めて5度受賞している。
走塁面では一塁到達4.2秒台前半を記録するなど平均以上の脚力を備え、2000年にはキャリア唯一の2桁盗塁となる24盗塁も記録しているが、2002年の故障後は盗塁数が減少し、晩年は年齢的なスピードの衰えもあり一塁到達4秒台後半が多くなった。

## 人物
愛称は「ガッツ」。日本ハム時代につけられた愛称である。名づけ親は当時チームメイトだった岩本勉、上田佳範、片岡篤史、建山義紀、金村暁、金子誠の6人で、合コンの席で飲み食いにしても、女性に対してもがっつくことから「ガッツ君」と呼んだのが始まりだというが、その後小指を骨折した状態で本塁打を打ったことで「ガッツがある」としてこの愛称が定着することになる。
「孤高の侍」という異名も持っていた。
野球以外では、名字が「小笠原」である縁から東京都小笠原村の観光親善大使に1999年12月25日に就任し、島の少年野球チームにユニフォームをプレゼントしたり、同村の交流事業に参加したりするなどの活動を行っている。他にも2008年の開幕前に巨人と同じく宮崎でキャンプを行っていたJリーグ・鹿島アントラーズの小笠原満男と対談し、それぞれのチームのユニフォーム交換を行った。
私生活では2人の娘がおり、長女の茉由は女優として活動している。

### 応援
東京都小笠原村の観光親善大使であることから、日本ハム時代には小笠原の本塁打時に小笠原村のザトウクジラの映像がバックスクリーンに表示されていた。このことから、一部のファイターズファンは小笠原が打席に入ると小笠原村のシンボルであるイルカの風船（または、浮き具）を持って応援していた。応援歌のイントロ部分に入るコールも小笠原村に因んだものであり、チームの札幌移転時に削除・変更が検討されたが、小笠原が観光親善大使であることから引き続き使用されていた。巨人・中日移籍後も、一部のファンが同様の応援をしている。

### 影響
小笠原の活躍により巨人は低迷期を脱することができ、その存在は周囲の選手にも影響を与えたことが2007年からのリーグ3連覇につながったとも言われる。2013年のシーズン中に日刊スポーツ紙上で行われたチームメイトの高橋由伸と阿部慎之助の対談では、小笠原や谷佳知、古城茂幸といったパ・リーグから移籍してきた選手たちの、負けても「また明日だ！」という考え方が、試合に負けると誰もしゃべらずクライマックスシリーズなどの一発勝負に負けたような空気になってしまうというチームの性質を変化させたと述べている。以来負けても「明日打てばいい」という気構えで全員が臨むようになったことが、2003年から4年間続いた低迷期から巨人が脱出できた理由の一つであるとした。

## 詳細情報

### 年度別打撃成績
| 年 度      | 球 団      | 試 合 | 打 席 | 打 数 | 得 点 | 安 打 | 二 塁 打 | 三 塁 打 | 本 塁 打 | 塁 打 | 打 点 | 盗 塁 | 盗 塁 死 | 犠 打 | 犠 飛 | 四 球 | 敬 遠 | 死 球 | 三 振 | 併 殺 打 | 打 率 | 出 塁 率 | 長 打 率 | O P S |
| ---------- | ---------- | ----- | ----- | ----- | ----- | ----- | -------- | -------- | -------- | ----- | ----- | ----- | -------- | ----- | ----- | ----- | ----- | ----- | ----- | -------- | ----- | -------- | -------- | ----- |
| 1997       | 日本ハム   | 44    | 98    | 94    | 7     | 21    | 10       | 2        | 0        | 35    | 7     | 1     | 0        | 0     | 1     | 3     | 0     | 0     | 10    | 2        | .223  | .245     | .372     | .617  |
| 1998       | 日本ハム   | 71    | 98    | 86    | 7     | 26    | 5        | 0        | 1        | 34    | 9     | 1     | 1        | 0     | 1     | 11    | 1     | 0     | 17    | 3        | .302  | .378     | .395     | .773  |
| 1999       | 日本ハム   | 135   | 608   | 547   | 90    | 156   | 34       | 4        | 25       | 273   | 83    | 3     | 4        | 0     | 4     | 56    | 1     | 0     | 84    | 6        | .285  | .349     | .499     | .848  |
| 2000       | 日本ハム   | 135   | 635   | 554   | 126   | 182   | 23       | 4        | 31       | 306   | 102   | 24    | 6        | 0     | 5     | 74    | 2     | 2     | 91    | 6        | .329  | .406     | .552     | .959  |
| 2001       | 日本ハム   | 140   | 643   | 576   | 108   | 195   | 40       | 2        | 32       | 335   | 86    | 1     | 6        | 0     | 0     | 63    | 7     | 4     | 102   | 8        | .339  | .407     | .582     | .989  |
| 2002       | 日本ハム   | 135   | 574   | 486   | 77    | 165   | 27       | 2        | 32       | 292   | 81    | 8     | 1        | 0     | 6     | 76    | 14    | 6     | 77    | 6        | .340  | .430     | .601     | 1.031 |
| 2003       | 日本ハム   | 128   | 546   | 445   | 83    | 160   | 34       | 1        | 31       | 289   | 100   | 8     | 3        | 0     | 3     | 93    | 12    | 5     | 65    | 13       | .360  | .473     | .649     | 1.122 |
| 2004       | 日本ハム   | 101   | 452   | 377   | 78    | 130   | 19       | 2        | 18       | 207   | 70    | 3     | 1        | 0     | 2     | 70    | 3     | 3     | 70    | 10       | .345  | .449     | .549     | .998  |
| 2005       | 日本ハム   | 133   | 580   | 514   | 91    | 145   | 27       | 2        | 37       | 287   | 92    | 2     | 1        | 0     | 1     | 61    | 3     | 4     | 114   | 8        | .282  | .362     | .558     | .920  |
| 2006       | 日本ハム   | 135   | 579   | 496   | 77    | 155   | 31       | 1        | 32       | 284   | 100   | 4     | 3        | 0     | 8     | 73    | 5     | 2     | 85    | 8        | .313  | .397     | .573     | .970  |
| 2007       | 巨人       | 142   | 617   | 566   | 95    | 177   | 33       | 1        | 31       | 305   | 88    | 4     | 0        | 0     | 4     | 43    | 5     | 4     | 98    | 10       | .313  | .363     | .539     | .902  |
| 2008       | 巨人       | 144   | 589   | 520   | 93    | 161   | 27       | 1        | 36       | 298   | 96    | 0     | 2        | 1     | 5     | 56    | 8     | 7     | 105   | 14       | .310  | .381     | .573     | .954  |
| 2009       | 巨人       | 139   | 580   | 514   | 78    | 159   | 25       | 1        | 31       | 279   | 107   | 2     | 1        | 0     | 2     | 60    | 2     | 4     | 107   | 8        | .309  | .384     | .543     | .927  |
| 2010       | 巨人       | 137   | 591   | 510   | 83    | 157   | 24       | 1        | 34       | 285   | 90    | 1     | 0        | 0     | 5     | 73    | 2     | 3     | 101   | 9        | .308  | .394     | .559     | .953  |
| 2011       | 巨人       | 83    | 314   | 281   | 21    | 68    | 12       | 0        | 5        | 95    | 20    | 1     | 3        | 0     | 2     | 27    | 1     | 4     | 66    | 4        | .242  | .315     | .338     | .653  |
| 2012       | 巨人       | 34    | 99    | 92    | 4     | 14    | 3        | 0        | 0        | 17    | 4     | 0     | 0        | 1     | 1     | 5     | 0     | 0     | 22    | 1        | .152  | .194     | .185     | .379  |
| 2013       | 巨人       | 22    | 40    | 36    | 2     | 9     | 2        | 0        | 1        | 14    | 8     | 0     | 1        | 0     | 1     | 2     | 0     | 1     | 7     | 2        | .250  | .300     | .389     | .689  |
| 2014       | 中日       | 81    | 99    | 83    | 4     | 25    | 6        | 0        | 1        | 34    | 18    | 0     | 0        | 0     | 1     | 14    | 1     | 1     | 16    | 1        | .301  | .404     | .410     | .814  |
| 2015       | 中日       | 53    | 59    | 51    | 2     | 15    | 3        | 0        | 0        | 18    | 8     | 0     | 0        | 0     | 1     | 7     | 1     | 0     | 10    | 1        | .294  | .373     | .353     | .726  |
| 通算：19年 | 通算：19年 | 1992  | 7801  | 6828  | 1126  | 2120  | 385      | 24       | 378      | 3687  | 1169  | 63    | 33       | 2     | 53    | 867   | 68    | 50    | 1247  | 120      | .310  | .389     | .540     | .929  |

- 各年度の太字はリーグ最高

### WBCでの打撃成績
| 年 度 | 代 表 | 試 合 | 打 席 | 打 数 | 得 点 | 安 打 | 二 塁 打 | 三 塁 打 | 本 塁 打 | 塁 打 | 打 点 | 盗 塁 | 盗 塁 死 | 犠 打 | 犠 飛 | 四 球 | 敬 遠 | 死 球 | 三 振 | 併 殺 打 | 打 率 | 出 塁 率 | 長 打 率 |
| ----- | ----- | ----- | ----- | ----- | ----- | ----- | -------- | -------- | -------- | ----- | ----- | ----- | -------- | ----- | ----- | ----- | ----- | ----- | ----- | -------- | ----- | -------- | -------- |
| 2006  | 日本  | 8     | 32    | 26    | 5     | 6     | 1        | 1        | 0        | 9     | 7     | 0     | 0        | 1     | 2     | 2     | 0     | 1     | 6     | 0        | .231  | .290     | .346     |
| 2009  | 日本  | 9     | 35    | 32    | 2     | 8     | 0        | 0        | 0        | 8     | 3     | 0     | 0        | 0     | 0     | 3     | 0     | 0     | 10    | 0        | .250  | .314     | .250     |

### 年度別守備成績
| 年 度 | 球 団    | 捕手  | 捕手  | 捕手  | 捕手  | 捕手  | 捕手     | 捕手  | 捕手     | 捕手     | 捕手     | 捕手     | 一塁  | 一塁  | 一塁  | 一塁  | 一塁  | 一塁     | 三塁  | 三塁  | 三塁  | 三塁  | 三塁  | 三塁     | 外野  | 外野  | 外野  | 外野  | 外野  | 外野     |
| 年 度 | 球 団    | 試 合 | 刺 殺 | 補 殺 | 失 策 | 併 殺 | 守 備 率 | 捕 逸 | 企 図 数 | 許 盗 塁 | 盗 塁 刺 | 阻 止 率 | 試 合 | 刺 殺 | 補 殺 | 失 策 | 併 殺 | 守 備 率 | 試 合 | 刺 殺 | 補 殺 | 失 策 | 併 殺 | 守 備 率 | 試 合 | 刺 殺 | 補 殺 | 失 策 | 併 殺 | 守 備 率 |
| ----- | -------- | ----- | ----- | ----- | ----- | ----- | -------- | ----- | -------- | -------- | -------- | -------- | ----- | ----- | ----- | ----- | ----- | -------- | ----- | ----- | ----- | ----- | ----- | -------- | ----- | ----- | ----- | ----- | ----- | -------- |
| 1997  | 日本ハム | 38    | 128   | 13    | 2     | 0     | 1.000    | 2     | 37       | 30       | 7        | .189     | -     | -     | -     | -     | -     | -        | -     | -     | -     | -     | -     | -        | -     | -     | -     | -     | -     | -        |
| 1998  | 日本ハム | 20    | 27    | 2     | 1     | 1     | .967     | 2     | 8        | 7        | 1        | .125     | 3     | 2     | 0     | 0     | 0     | 1.000    | -     | -     | -     | -     | -     | -        | 1     | 0     | 0     | 1     | 0     | .000     |
| 1999  | 日本ハム | 1     | 1     | 0     | 0     | 0     | 1.000    | 0     | 0        | 0        | 0        | ----     | 135   | 1222  | 80    | 9     | 106   | .993     | -     | -     | -     | -     | -     | -        | -     | -     | -     | -     | -     | -        |
| 2000  | 日本ハム | -     | -     | -     | -     | -     | -        | -     | -        | -        | -        | -        | 135   | 1157  | 67    | 5     | 115   | .996     | -     | -     | -     | -     | -     | -        | -     | -     | -     | -     | -     | -        |
| 2001  | 日本ハム | -     | -     | -     | -     | -     | -        | -     | -        | -        | -        | -        | 140   | 1281  | 70    | 4     | 116   | .997     | -     | -     | -     | -     | -     | -        | -     | -     | -     | -     | -     | -        |
| 2002  | 日本ハム | -     | -     | -     | -     | -     | -        | -     | -        | -        | -        | -        | 135   | 1192  | 76    | 6     | 92    | .995     | -     | -     | -     | -     | -     | -        | -     | -     | -     | -     | -     | -        |
| 2003  | 日本ハム | -     | -     | -     | -     | -     | -        | -     | -        | -        | -        | -        | -     | -     | -     | -     | -     | -        | 115   | 89    | 203   | 14    | 28    | .954     | -     | -     | -     | -     | -     | -        |
| 2004  | 日本ハム | -     | -     | -     | -     | -     | -        | -     | -        | -        | -        | -        | 5     | 40    | 2     | 0     | 2     | 1.000    | 93    | 70    | 158   | 15    | 8     | .938     | -     | -     | -     | -     | -     | -        |
| 2005  | 日本ハム | -     | -     | -     | -     | -     | -        | -     | -        | -        | -        | -        | -     | -     | -     | -     | -     | -        | 133   | 100   | 235   | 12    | 28    | .965     | -     | -     | -     | -     | -     | -        |
| 2006  | 日本ハム | -     | -     | -     | -     | -     | -        | -     | -        | -        | -        | -        | 120   | 917   | 61    | 4     | 95    | .996     | 39    | 16    | 56    | 4     | 6     | .947     | -     | -     | -     | -     | -     | -        |
| 2007  | 巨人     | -     | -     | -     | -     | -     | -        | -     | -        | -        | -        | -        | 7     | 33    | 1     | 0     | 3     | 1.000    | 139   | 90    | 250   | 11    | 15    | .969     | -     | -     | -     | -     | -     | -        |
| 2008  | 巨人     | -     | -     | -     | -     | -     | -        | -     | -        | -        | -        | -        | 100   | 807   | 54    | 6     | 53    | .993     | 41    | 27    | 53    | 3     | 5     | .964     | -     | -     | -     | -     | -     | -        |
| 2009  | 巨人     | -     | -     | -     | -     | -     | -        | -     | -        | -        | -        | -        | 50    | 216   | 7     | 0     | 19    | 1.000    | 123   | 65    | 163   | 10    | 13    | .958     | -     | -     | -     | -     | -     | -        |
| 2010  | 巨人     | -     | -     | -     | -     | -     | -        | -     | -        | -        | -        | -        | 49    | 310   | 21    | 2     | 28    | .994     | 102   | 71    | 171   | 15    | 19    | .942     | -     | -     | -     | -     | -     | -        |
| 2011  | 巨人     | -     | -     | -     | -     | -     | -        | -     | -        | -        | -        | -        | 79    | 679   | 36    | 1     | 55    | .999     | 9     | 5     | 9     | 0     | 0     | 1.000    | -     | -     | -     | -     | -     | -        |
| 2012  | 巨人     | -     | -     | -     | -     | -     | -        | -     | -        | -        | -        | -        | 27    | 202   | 16    | 0     | 14    | 1.000    | -     | -     | -     | -     | -     | -        | -     | -     | -     | -     | -     | -        |
| 2013  | 巨人     | -     | -     | -     | -     | -     | -        | -     | -        | -        | -        | -        | 7     | 22    | 1     | 0     | 2     | 1.000    | -     | -     | -     | -     | -     | -        | -     | -     | -     | -     | -     | -        |
| 2014  | 中日     | -     | -     | -     | -     | -     | -        | -     | -        | -        | -        | -        | 5     | 23    | 3     | 0     | 3     | 1.000    | -     | -     | -     | -     | -     | -        | -     | -     | -     | -     | -     | -        |
| 2015  | 中日     | -     | -     | -     | -     | -     | -        | -     | -        | -        | -        | -        | 1     | 12    | 0     | 0     | 1     | 1.000    | -     | -     | -     | -     | -     | -        | -     | -     | -     | -     | -     | -        |
| 通算  | 通算     | 59    | 156   | 15    | 3     | 1     | .994     | 4     | 45       | 37       | 8        | .178     | 997   | 8115  | 495   | 37    | 704   | .996     | 794   | 533   | 1298  | 84    | 122   | .956     | 1     | 0     | 0     | 1     | 0     | .000     |

- 太字年はゴールデングラブ賞受賞

### タイトル
- 首位打者：2回（2002年、2003年）※2年連続はパ・リーグ歴代4位タイ
- 本塁打王：1回（2006年）
- 打点王：1回（2006年）
- 最高出塁率：1回（2003年）
- 最多安打：2回（2000年、2001年）

### 表彰
- 最優秀選手：2回（2006年、2007年）
  - 両リーグでのMVP獲得は江夏豊以来2人目、リーグを跨いでの2年連続は史上初。
- ベストナイン：7回（一塁手部門：1999年、2001年、2006年、三塁手部門：2003年、2004年、2007年、2009年）
- ゴールデングラブ賞：6回（一塁手部門：1999年 - 2002年、2006年、三塁手部門：2003年） ※一塁手部門を5回はパ・リーグ最多タイ（他に清原和博）、4年連続もパ・リーグ最長タイ（他に中村晃）
- 月間MVP：8回（野手部門：2000年8月、2001年8月、2002年4月、2003年5月、2004年7月、2008年9月、2009年5月、2010年3,4月）
- 「ジョージア魂」賞：1回（2013年度第5回）
- 東京ドームMVP：6回（1999年、2000年、2001年、2002年、2003年、2008年）[90]
- パ・リーグ連盟特別表彰：1回（会長特別賞：2000年）
  - リーグ最高記録のシーズン126得点により受賞（両リーグ歴代5位）
- セ・リーグ連盟特別表彰：1回（功労賞：2015年）
- IBMプレイヤー・オブ・ザ・イヤー賞：1回（2000年）
- 出身地別東西対抗戦優秀選手：1回（2001年）
- 報知プロスポーツ大賞（野球部門セ・リーグ）：1回（2008年）
- ベスト・ファーザー イエローリボン賞 in 「プロ野球部門」（2008年）
- ゴールデンスピリット賞（2009年）
- ヤナセ・ジャイアンツMVP賞：1回（2008年）[91]
- 月間アットホームクラッチヒーロー賞：1回（2013年6月[92]）
- 千葉市市民栄誉賞：3回（2004年、2006年、2009年）[93]
  - アテネ五輪野球日本代表メンバーとしての銅メダル獲得、第1回・第2回WBC日本代表メンバーとして優勝を称えて
- 市川市民栄誉賞（2004年）[94]
  - アテネ五輪野球日本代表メンバーとしての銅メダル獲得を称えて
- 千葉県知事賞（2004年）
  - アテネ五輪野球日本代表メンバーとしての銅メダル獲得を称えて

### 記録
初記録
- 初出場：1997年4月8日、対福岡ダイエーホークス1回戦（福岡ドーム）、9回表に金子誠の代打で出場
- 初打席：同上、9回表に木村恵二の前に凡退
- 初先発出場：1997年4月10日、対福岡ダイエーホークス3回戦（福岡ドーム）、7番・捕手で先発出場
- 初三振：1997年5月1日、対千葉ロッテマリーンズ4回戦（千葉マリンスタジアム）、6回表に竹清剛治から
- 初安打・初打点：1997年5月10日、対西武ライオンズ7回戦（西武ライオンズ球場）、7回表に石井丈裕から適時二塁打
- 初盗塁：1997年9月21日、対福岡ダイエーホークス27回戦（東京ドーム）、4回裏に二盗（投手：木村恵二、捕手：城島健司）
- 初本塁打：1998年7月7日、対大阪近鉄バファローズ15回戦（東京ドーム）、7回裏に井出竜也の代打として出場、盛田幸妃から右越同点2ラン

節目の記録
- 100本塁打：2002年5月4日、対福岡ダイエーホークス7回戦（東京ドーム）、2回裏にブレイディー・ラジオから中越3ラン ※史上220人目
- 150本塁打：2003年9月14日、対西武ライオンズ27回戦（西武ドーム）、7回表に張誌家から右越ソロ ※史上127人目
- 1000安打：2004年7月24日、対オリックス・ブルーウェーブ16回戦（東京ドーム）、5回裏に具臺晟から中前安打 ※史上223人目（862試合目での達成は、社会人経験者では史上最速）
- 1000試合出場：2005年8月24日、対西武ライオンズ16回戦（インボイスSEIBUドーム）、3番・三塁手で先発出場 ※史上408人目
- 200本塁打：同上、8回表に松坂大輔から右越ソロ ※史上85人目
- 250本塁打：2007年5月27日、対オリックス・バファローズ1回戦（東京ドーム）、6回裏にユウキから右越ソロ ※史上51人目
- 1500安打：2007年9月15日、対広島東洋カープ23回戦（東京ドーム）、6回裏に宮崎充登から右線二塁打 ※史上93人目（1288試合目での到達は歴代4位の速さ）
- 300二塁打：2008年7月29日、対広島東洋カープ14回戦（広島市民球場）、1回表にベン・コズロースキーから右中間適時二塁打 ※史上49人目
- 300本塁打：2008年9月19日、対阪神タイガース20回戦（東京ドーム）、7回裏にジェフ・ウィリアムスから左越2ラン ※史上35人目
- 1500試合出場：2009年6月13日、対福岡ソフトバンクホークス3回戦（福岡Yahoo!JAPANドーム）、3番・三塁手で先発出場 ※史上165人目
- 1000打点：2009年8月27日、対中日ドラゴンズ18回戦（ナゴヤドーム）、3回表に吉見一起から右越2ラン ※史上36人目
- 1000三振：2009年9月2日、対横浜ベイスターズ20回戦（福井県営球場）、1回裏に三浦大輔から ※史上45人目
- 1000得点：2009年9月10日、対横浜ベイスターズ23回戦（横浜スタジアム）、3回表に阿部慎之助の3点本塁打で生還 ※史上36人目
- 350本塁打：2010年5月30日、対埼玉西武ライオンズ4回戦（西武ドーム）、1回表に岸孝之から左越ソロ ※史上24人目
- 350二塁打：2010年8月7日、対広島東洋カープ16回戦（東京ドーム）、5回裏にジャンカルロ・アルバラードから右越二塁打 ※史上29人目
- 3500塁打：2010年9月21日、対横浜ベイスターズ19回戦（東京ドーム）、4回裏に田中健二朗から右越ソロ ※史上24人目
- 2000安打：2011年5月5日、対阪神タイガース6回戦（東京ドーム）、8回裏に小林宏之から中前安打 ※史上38人目

その他の記録
- 両リーグでMVP獲得 ※江夏豊以来2人目
- 通算打率：.310 ※歴代9位（4000打数以上）
  - 2000安打以上では歴代5位
- 通算長打率：.540 ※歴代11位（4000打数以上）
- 4年連続3割30本塁打（2000年 - 2003年）※ パ・リーグ記録タイ、史上7人目
- 3割30本：9回 ※歴代2位（両リーグで4回以上達成は史上初）
- シーズン打率3割以上：10回 ※歴代8位
- シーズン150安打以上：10回 ※歴代2位
- 14打席連続出塁（2003年8月23日 - 8月27日）
- 17試合連続得点（2001年8月5日 - 8月27日）※日本記録
- 60試合連続出塁（2001年6月13日 - 9月9日）※歴代4位
- サイクル安打：1回（2008年9月3日、対広島東洋カープ19回戦、京セラドーム大阪） ※史上62人目（66度目）
- 勝利打点：22点（2009年） ※非公式記録
- 両リーグをまたいで2年連続MVP ※史上初
- 全球団から本塁打：2010年6月4日、対北海道日本ハムファイターズ3回戦（東京ドーム）、3回裏に金森敬之から右越ソロ ※史上19人目
  - 2004年限りで消滅した大阪近鉄バファローズを含めた計13球団からの本塁打は史上6人目。
- オールスターゲーム出場：11回（1999年 - 2007年、2009年、2010年）

### 背番号
- 2（1997年 - 2013年）
  - 9（2009年WBC）
- 36（2014年 - 2015年）
- 82（2016年 - 2019年）
- 81（2020年 - 2021年）
- 72（2022年）
- 100（2023年）

### 登場曲
- 「Batdance」Prince（2005年 - 2006年、2012年 - 2013年）
- 「Switch On」Paul Oakenfold（2007年 - 2012年）
- 「James Bond Theme」Paul Oakenfold（2009年 - 2010年）
- 「サクラ咲ケ」嵐（2011年）
- 「Happiness」嵐（2011年）
- 「James Bond Theme Remix」David Arnold（2012年）
- 「全力少年」スキマスイッチ（2014年 - 2015年）

### 代表歴
- 2004年アテネオリンピックの野球競技・日本代表
- 2006 ワールド・ベースボール・クラシック日本代表
- 2009 ワールド・ベースボール・クラシック日本代表

## 関連情報

### 著書
- 『魂（ガッツ）のフルスイング：泥臭く、ひたすら振りぬく！』（KKロングセラーズ・2006年8月 ISBN 4845420864）
- 『二軍監督奮闘記』（ワニブックス、2019年12月）

### 関連映像作品
- 『北海道にはばたけ小笠原道大 ファイターズ強力打線とともに：北海道日本ハムファイターズオフィシャルDVD』（DVD、ジェネオンエンタテインメント、2004年3月、品番：GNBW-7029、ISBN 4894527952）

### CM
- 北海道旅客鉄道「ダイヤ改正」（2004年）
- 日本ハム「シャウエッセン」（2006年）
- アオキーズ・ピザ 「ピザ・ガッツ」（2018年）

### 放送出演
- 東海ラジオガッツナイター（2024年8月17日、東海ラジオ） - 「中日×阪神」ゲスト解説
- イチモニ!（2025年5月13日、北海道テレビ） - ゲストコメンテーター
- S☆1 BASEBALL（2025年5月14日、BS-TBS・CSTBSチャンネル1） - 「広島×巨人」解説